# Wohn- und Wirtschaftsgebäude Am Liener Hörn 5
Das Wohn- und Wirtschaftsgebäude Am Liener Hörn 5  im niedersächsischen Elsfleth in der Nähe zur Weser, im Landkreis Wesermarsch, stammt aus dem 18. Jahrhundert.

Aktuell (2023) wird es als Wohnhaus und wohl landwirtschaftlich genutzt.
Das Gebäude steht unter Denkmalschutz (siehe auch Liste der Baudenkmale in Elsfleth).

## Beschreibung
Das eingeschossige traufständige niedrige Wohn- und Wirtschaftsgebäude als Zweiständer-Hallenhaus in Fachwerk mit Steinausfachungen, mit reetgedecktem auf profilierten Knaggen am Wirtschaftsgiebel vorkragendem Krüppelwalmdach und Niedersachsengiebeln mit Uhlenloch sowie der Grooten Door mit neuerer Türanlage stammt aus dem 18. Jahrhundert. Die Traufseiten und der Wohngiebel wurden in Backstein erneuert.
Nordöstlich, rechts vom Haupthaus, steht in selber Firstrichtung ein Stallanbau wohl auch aus dem 18. Jahrhundert, in Fachwerk mit reetgedecktem Krüppelwalmdach und mit Niedersachsengiebeln.
Auf dem breiten Grundstück stehen weitere nicht denkmalgeschützte gewerblich genutzte Gebäude.
Das Landesdenkmalamt befand: „… geschichtliche Bedeutung … als beispielhaftes Fachwerkhallenhaus des 18. Jhs.“